# Kreuzkirche (Suhl)
La Kreuzkirche (letteralmente «chiesa della Croce») è una chiesa luterana della città tedesca di Suhl.

## Storia
La chiesa fu costruita dal 1731 al 1739 su progetto di Johann Michael Schmidt e Johann Sebastian Gerbig in stile barocco.

## Caratteristiche
La chiesa è posta in posizione preminente all'estremità occidentale dello Steinweg, la strada principale che attraversa il centro cittadino.
La facciata, che costituisce il fondale prospettico della strada, è scandita da pilastri di ordine gigante e sormontata da una torre conclusa superiormente da una lanterna. Le facciate laterali ripetono lo stesso disegno, con finestre ripetute su due livelli che si estendono anche all'abside poligonale.
L'interno è a navata unica con due navatelle laterali sormontate da un doppio matroneo; l'imponente altare barocco con colonne corinzie fu eretto nel 1736 da Johann Heinrich Reinhardt; dietro di esso l'organo, altrettanto imponente, opera del 1738-40 di Eilert Köhler.

## Galleria d'immagini

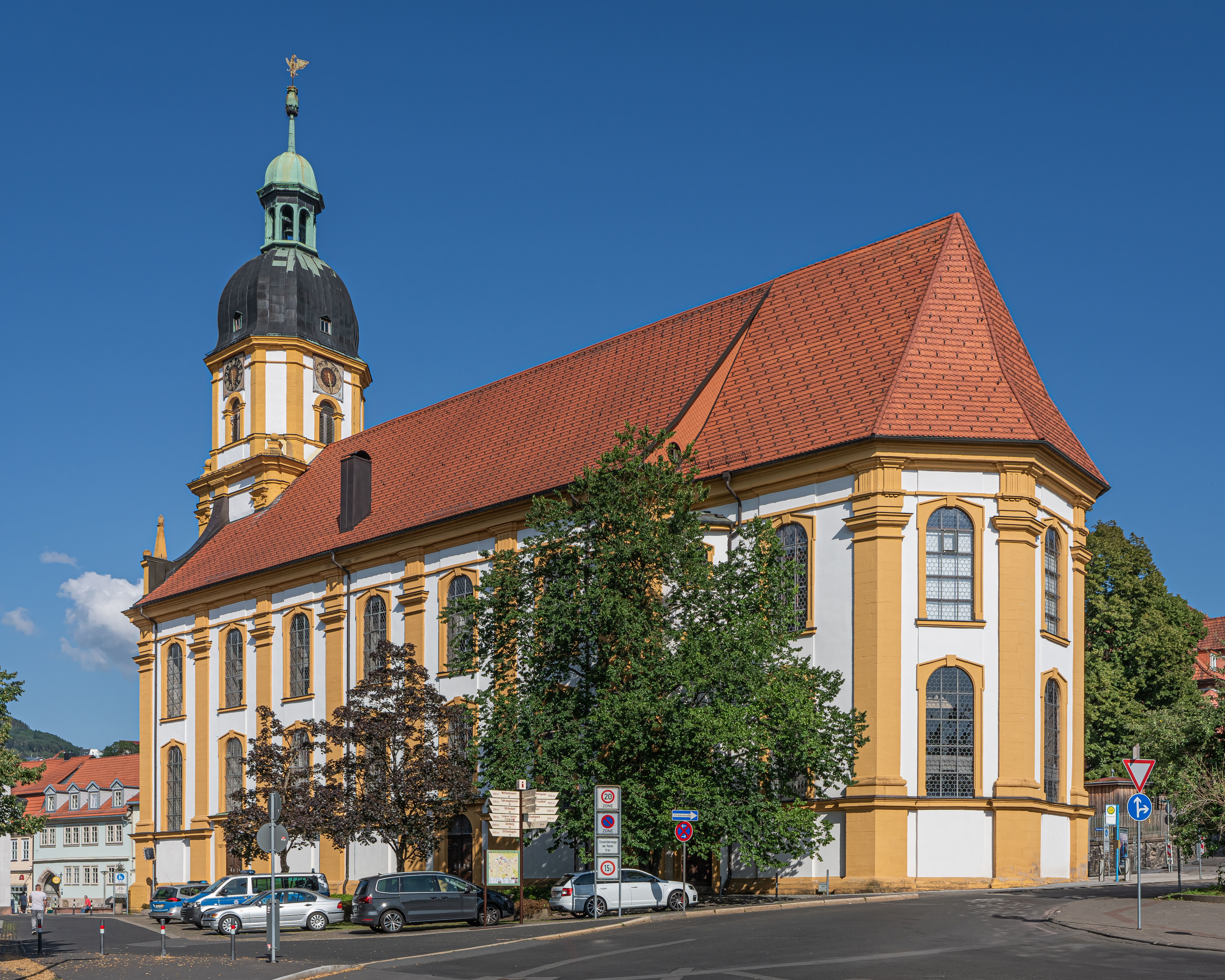
Vista absidale
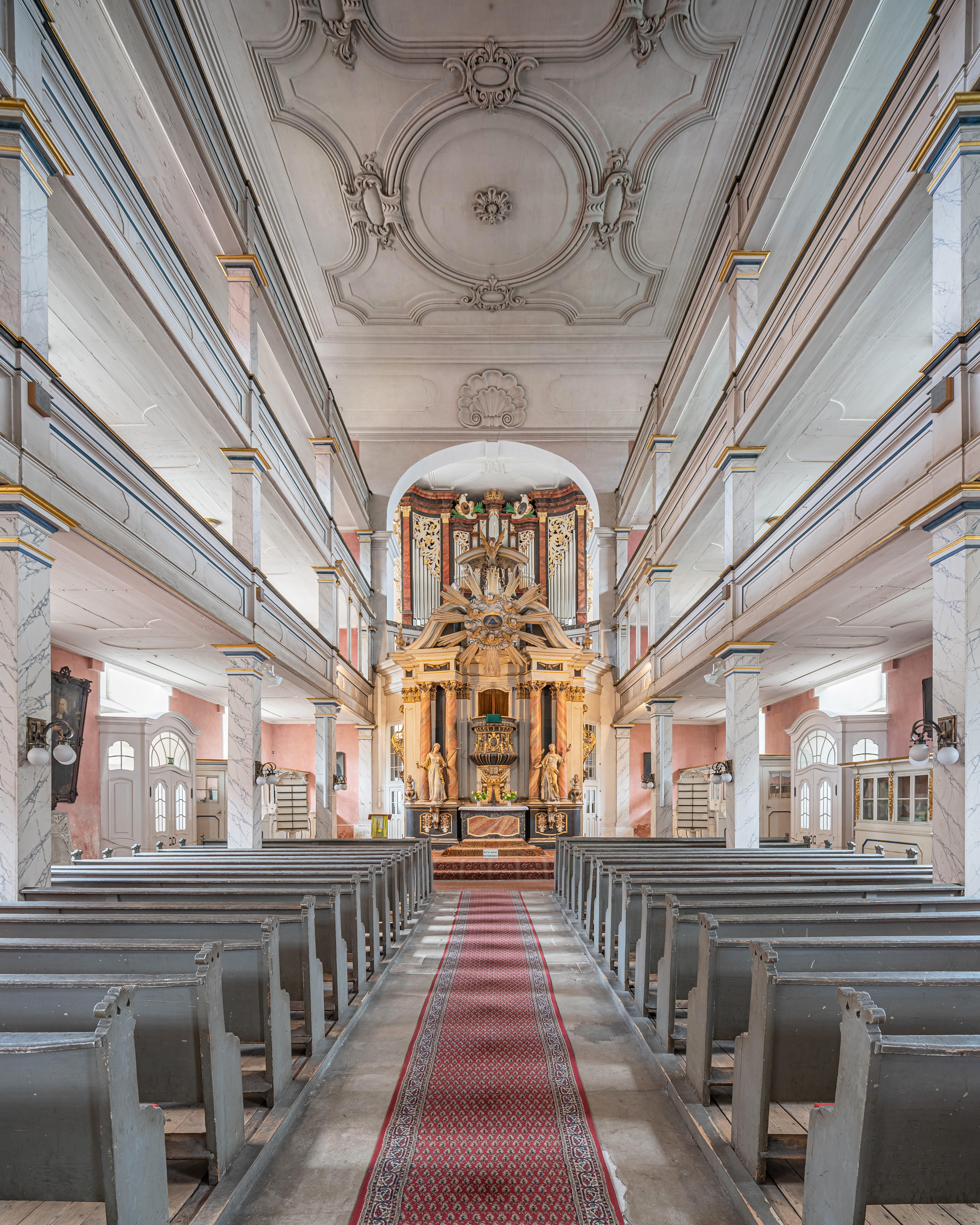
L'interno
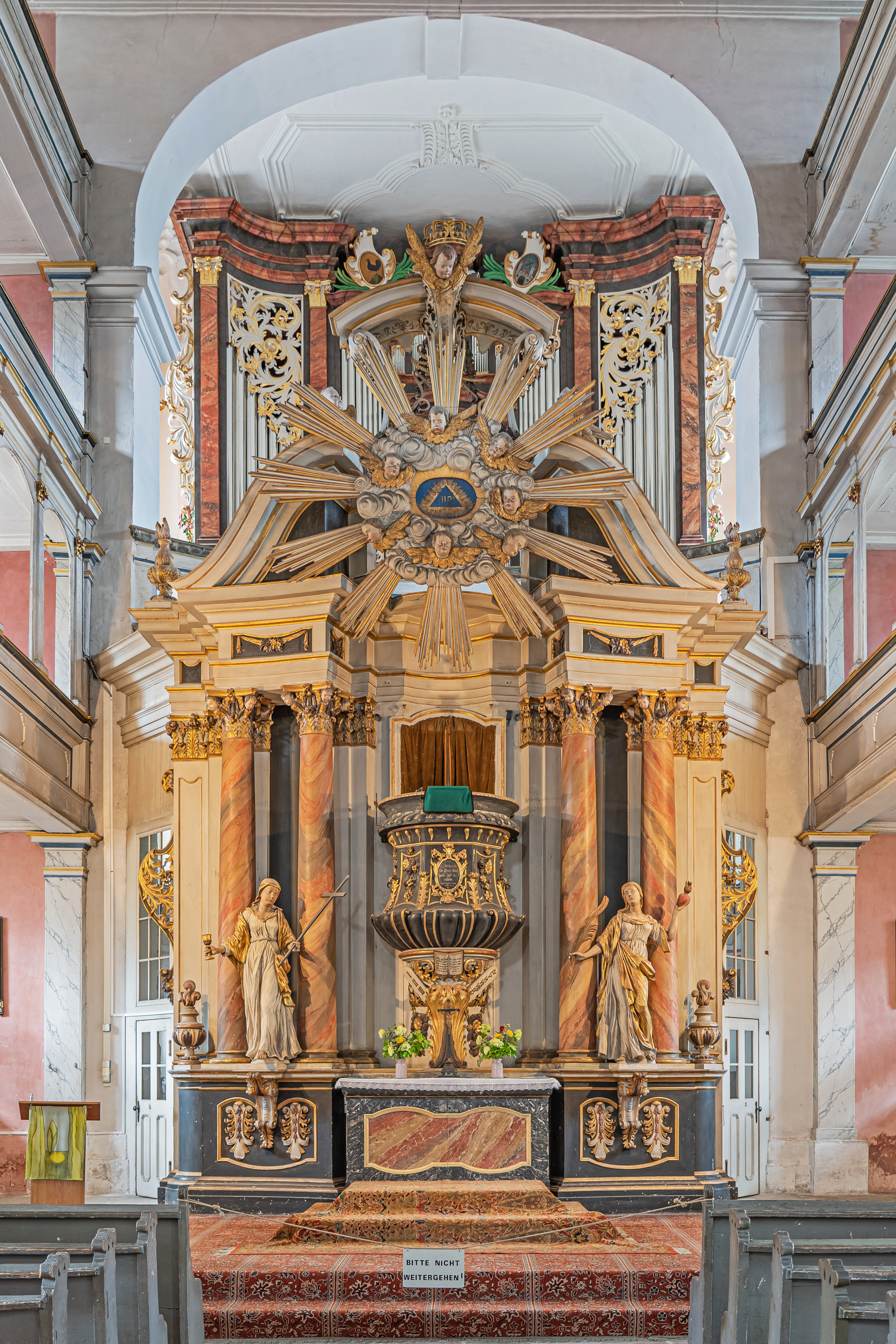
L'altare